# Frank Piasecki
Frank Nicholas Piasecki (ur. 24 października 1919 w Filadelfii, zm. 11 lutego 2008 w Haverford) – amerykański konstruktor lotniczy, pionier budowy śmigłowców. Twórca konstrukcji PV-2, będącej drugim śmigłowcem, który wzniósł się w powietrze na terenie Stanów Zjednoczonych. Twórca pierwszych dwuwirnikowych śmigłowców, w których wirniki zamontowano w układzie tandem.

## Życiorys

### Rodzina
Ojcem Franka Piaseckiego był Nikodem Piasecki, elektryk z zawodu, polski emigrant, który w 1915 roku wyemigrował z wioski Bojary na Podlasiu do Stanów Zjednoczonych. Po przybyciu do Stanów osiadł w Filadelfii, gdzie zdobył nowy zawód, został krawcem specjalizującym się w szyciu mundurów. W USA Nikodem brał aktywny udział w życiu miejscowej Polonii, tam również poznał swoją przyszłą żonę, matkę Franka, Emilię z domu Łotocką.
20 grudnia 1958 roku Frank Piasecki ożenił się z Vivian O’Gara Weyerhaeuser, z którą miał siedmioro dzieci.

### Nauka
Piasecki uczył się w publicznych szkołach Filadelfii. W latach 30. XX wieku podjął pracę w charakterze fotografa w Kellett Autogiro Corporation, wytwórni zajmującej się budową wiatrakowców. Tam Piasecki wziął udział w locie maszyny Kellett KD-1. Jej idealnie pionowe przyziemienie zrobiło niezapomniane wrażenie na przyszłym konstruktorze śmigłowców.
Życzeniem ojca przyszłego konstruktora było, aby syn został muzykiem, jednak Frank wbrew jego woli rozpoczął w 1936 roku studia na wydziale inżynierii mechanicznej Towne Scientific School of the University of Pennsylvania. W 1938 roku przeniósł się do New York University, gdzie został słuchaczem Szkoły Lotniczej im. Guggenheima (Guggenheim School of Aeronautics of New York University). W szkole Piasecki zaprzyjaźnił się z jednym z jej wykładowców, E. Burke Wilfordem, niemieckim konstruktorem i pionierem w budowie wiatrakowców.

### Praca

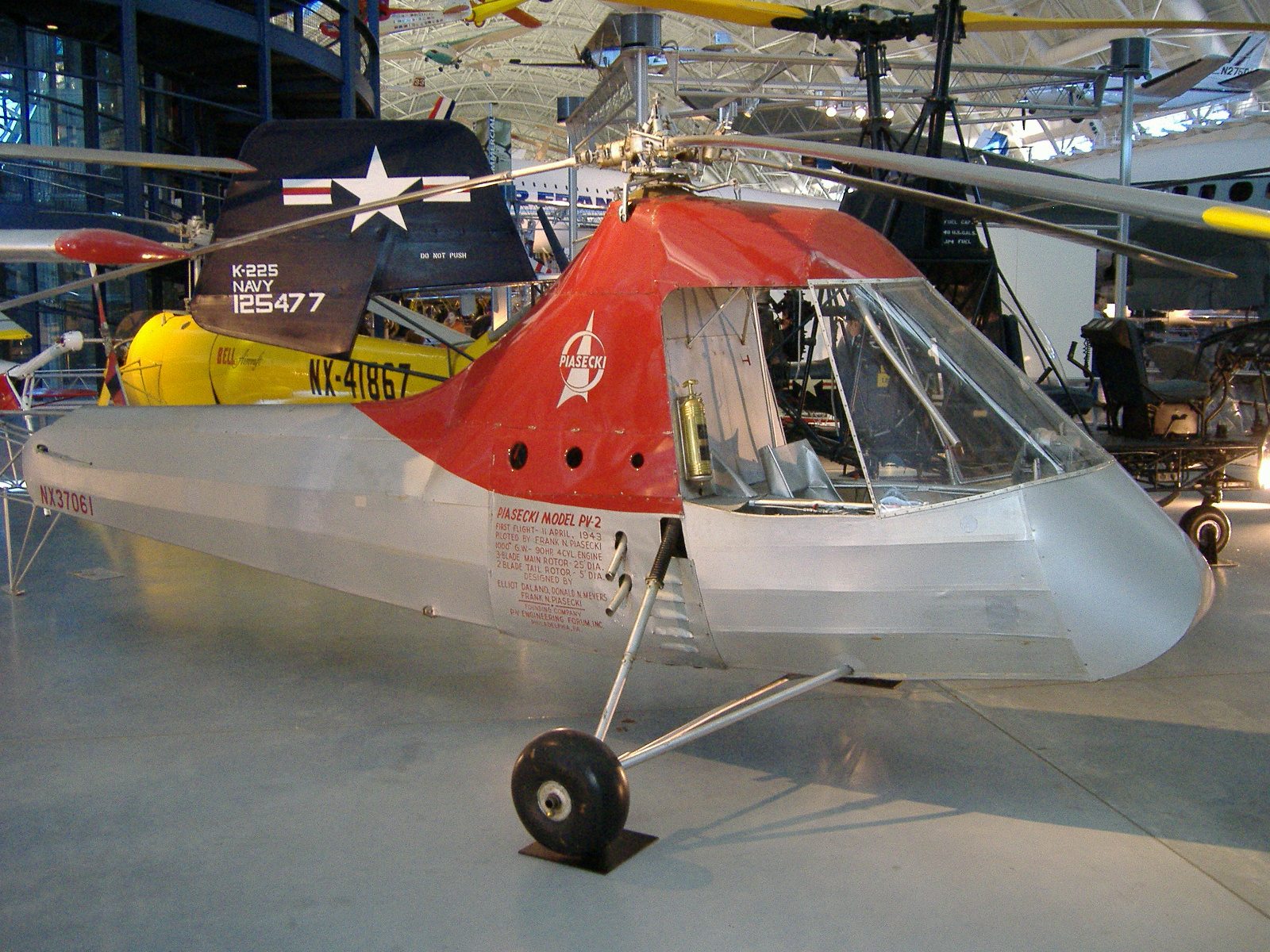
Piasecki PV-2

W 1940 roku Piasecki uzyskał tytuł inżyniera i rozpoczął pracę w firmie Platt-LePage Aircraft Company. W owym okresie zajmowała się ona budową i doskonaleniem konstrukcji dwuwirnikowego śmigłowca Platt-Le Page XR-1. Konstruktorzy firmy w napędzie obu wirników wprowadzili mechanizm różnicowy, przeciwny takiemu rozwiązaniu był Piasecki. W wyniku konfliktu na tym tle musiał odejść z firmy.
W końcu 1940 roku zatrudnił się na krótko w charakterze aerodynamika w dziale lotniczym firmy Edward G. Budd Manufacturing Company. W tym samym roku założył własną firmę, P-V Engineering Forum, przemianowaną w 1946 na Piasecki Helicopter. Jej pierwszym projektem był śmigłowiec oznaczony jako PV-1. Akronim PV oznaczał Piasecki i Venzie, Harold Venzie, szkolny kolega Piaseckiego, był współkonstruktorem maszyny. W śmigłowcu zastosowano nowatorskie jak na czasy, w których powstał rozwiązanie. Rolę śmigła ogonowego pełnił układ wentylatorowy będący prymitywną wersją późniejszego systemu NOTAR. W toku dalszych prac nad projektem zrezygnowano jednak z takiego rozwiązania na rzecz klasycznego śmigła ogonowego. W ten sposób powstał PV-2, który po raz pierwszy wzniósł się w powietrze 11 kwietnia 1943 roku, stając się drugą po Vought-Sikorsky 300 maszyną, która wykonała udany lot w Stanach Zjednoczonych. Konstrukcja wzbudziła zainteresowanie United States Navy, która powierzyła Piaseckiemu budowę maszyny zdolnej do udźwigu ładunku o masie 816 kilogramów. W wyniku prac projektowych powstał śmigłowiec w układzie tandem XHRP-1 Dogship (XHRP-X). Stał się on konstrukcją wyjściową do budowy następnych modeli, a dwuwirnikowy układ napędowy stał się od tej pory wizytówką konstrukcji Piaseckiego.

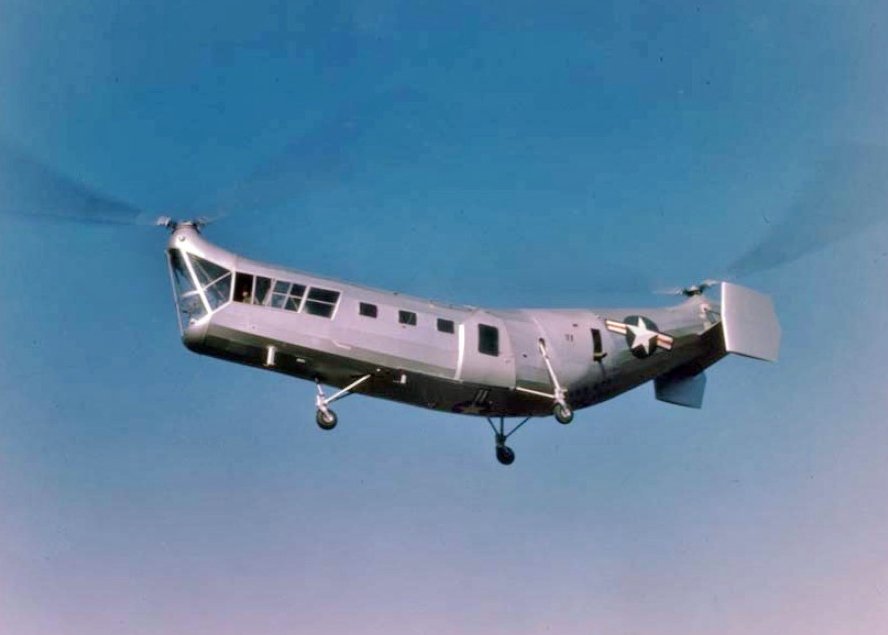
Piasecki HRP-1

Kolejną maszyną wywodzącą się z XHRP był HRP-1, który stał się podstawowym śmigłowcem ratowniczym United States Coast Guard. 23 kwietnia 1945 roku straż wybrzeża przyznała Piaseckiemu tytuł Honorowego Pilota Śmigłowcowego. Kolejnymi konstrukcjami powielającymi rozwiązania zastosowane w XHRP były HRP-2, H-21, na którym w 1953 ustanowiono dwa rekordy świata: prędkości 234,7 km/h oraz wysokości lotu – 6743,5 m. W 1948 roku w powietrze wzniósł się śmigłowiec H-25. Była to maszyna pod wieloma względami pionierska. Po raz pierwszy zamontowano na niej automatycznego pilota, był to pierwszy śmigłowiec ze składanymi łopatami wirnika ułatwiając w ten sposób hangarowanie na pokładach jednostek US Navy; był to również pierwszy śmigłowiec, na którym wykonano pętlę. W 1953 roku swój pierwszy lot odbył największy w tym czasie śmigłowiec świata, Piasecki H-16, który jednak nie został skierowany do produkcji seryjnej.
W 1955 roku Piasecki Helicopter Corporation została sprzedana wytwórni Boeing Airplane Company. Zmieniono wówczas jej nazwę na Boeing Vertol Division (obecnie Boeing Rotorcraft Systems). Sam Piasecki wraz z grupą współpracowników założył firmę Piasecki Aircraft Corporation. Nowym terenem, na którym Piasecki skupił swoje zainteresowanie były maszyny VTOL. Zaprojektował kilka awangardowych konstrukcji, które jednak nie znalazły uznania w oczach potencjalnych odbiorców. Piasecki PA-2C będący projektem samolotu napędzanego dwoma otunelowanymi śmigłami umożliwiającymi mu lot z prędkością od 0 km/h do 416 km/h. W 1958 roku Piasecki osobiście pilotował zbudowany na zlecenie US Army rodzaj latającej platformy PA-59, która również nie weszła do produkcji seryjnej. 
W 1986, za wkład w rozwój śmigłowców, został odznaczony Narodowym Medalem Techniki (National Medal of Technology).
Dzięki swojemu wychowaniu Frank Piasecki został aktywnym działaczem polonijnych organizacji działających na terenie Stanów Zjednoczonych. Działał w takich organizacjach jak Fundacja Kościuszkowska, Kongres Polonii Amerykańskiej, Polski Uniwersytet Ludowy. W latach 70 XX w. próbował nawiązać współpracę z przemysłem lotniczym PRL, jednak ówczesne władze podeszły do pomysłu nieprzychylnie. Klimat do współpracy zmienił się po 1989 roku. To dzięki staraniom Piaseckiego polski śmigłowiec PZL W-3 Sokół uzyskał amerykański certyfikat Federal Aviation Administration. Frank Piasecki był członkiem Krajowej Rady Lotnictwa, Klubu Pilotów Doświadczalnych, który w 1994 roku przyznał mu Złotą Odznakę Pilota Doświadczalnego, był także honorowym członkiem Polskiego Stowarzyszenia Wiropłatów.
23 listopada 1993 odznaczony, na wniosek Ministra Spraw Zagranicznych, Krzyżem Komandorskim Orderu Zasługi Rzeczypospolitej Polskiej za wybitne zasługi w działalności na rzecz Polski.